# Kōshō

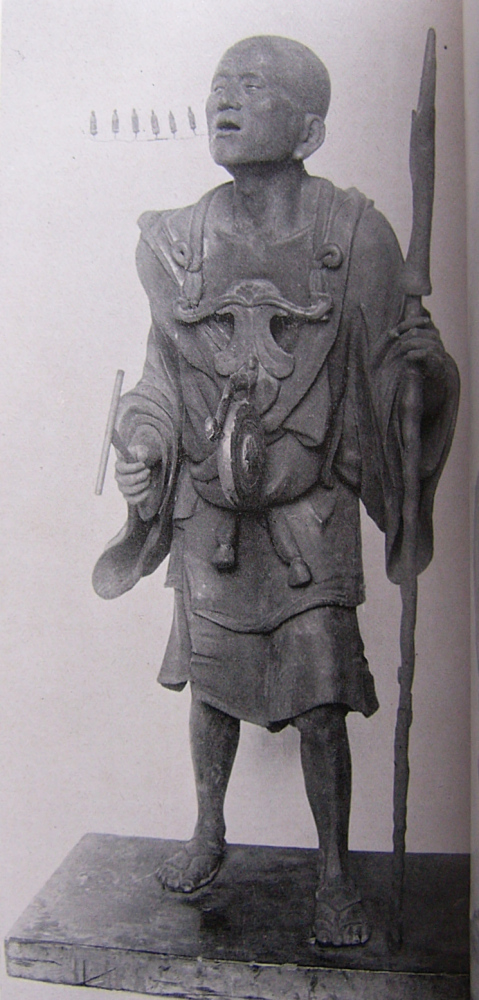
Estatua de Kūya por Kōshō, en el templo Rokuharamitsu-ji (六波羅蜜寺), Kioto, realizada en torno a la primera década del.

Kōshō fue un escultor japonés que ejerció su actividad en las primeras décadas del siglo XIII, en la era Kamakura.

## Biografía
Cuarto hijo del escultor Unkei se le engloba dentro de la Escuela Kei que se desarrolló en Nara, y de la que también formaron parte sus hermanos entre los que destacó Tankei.
De entre sus pocas obras conocidas destaca la estatua en madera policromada del monje Kūya Shōnin, realizada alrededor de la primera década del siglo XIII y conservada en el templo Rokuharamitsu-ji (六波羅蜜寺?) en Kioto. Se le muestra recitando una alabanza que se representa en la forma de seis pequeñas estatuas de Buda Amida que salen de su boca.